# Pfarrkirche Metnitz

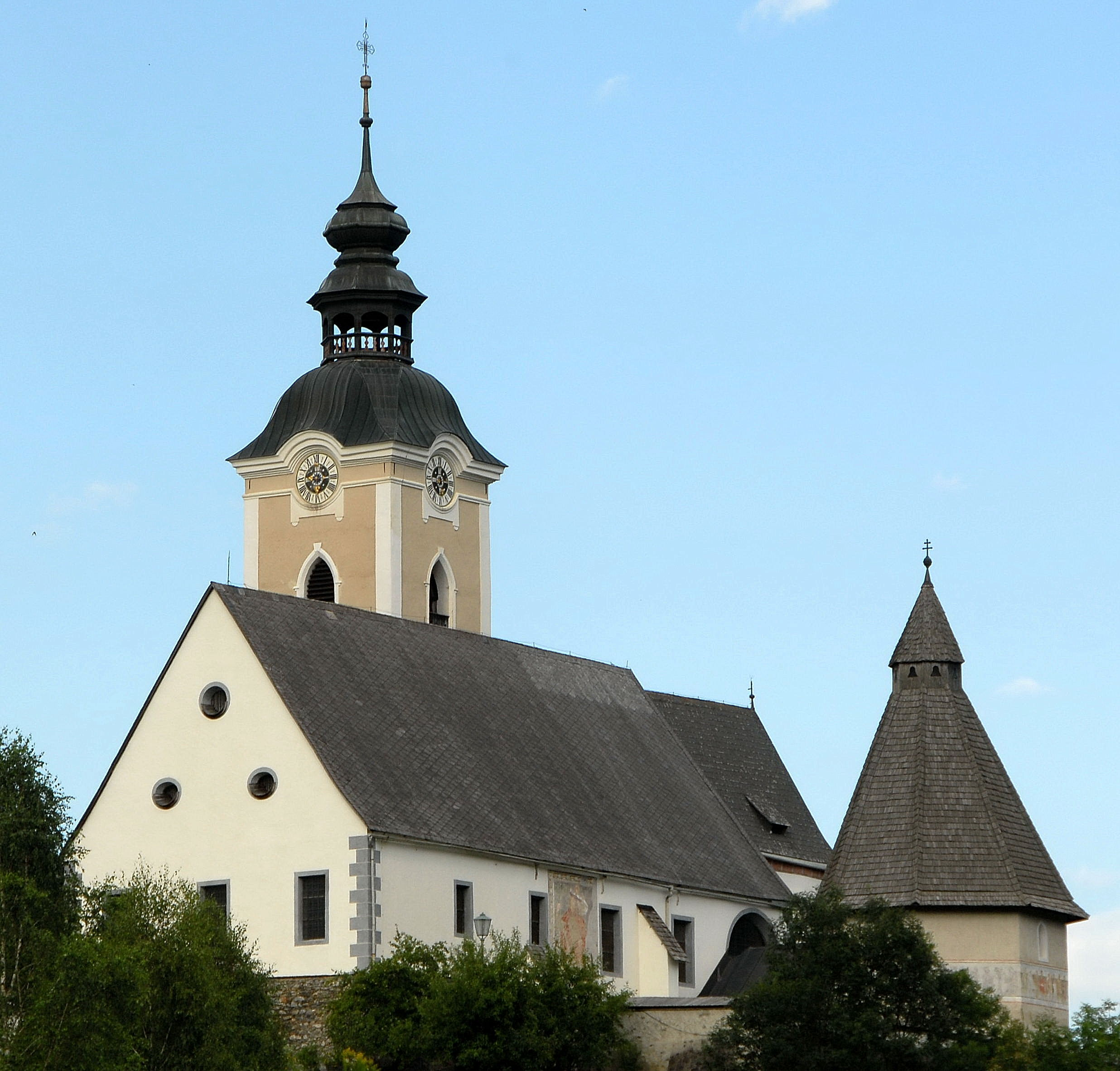
Ansicht von Südwesten

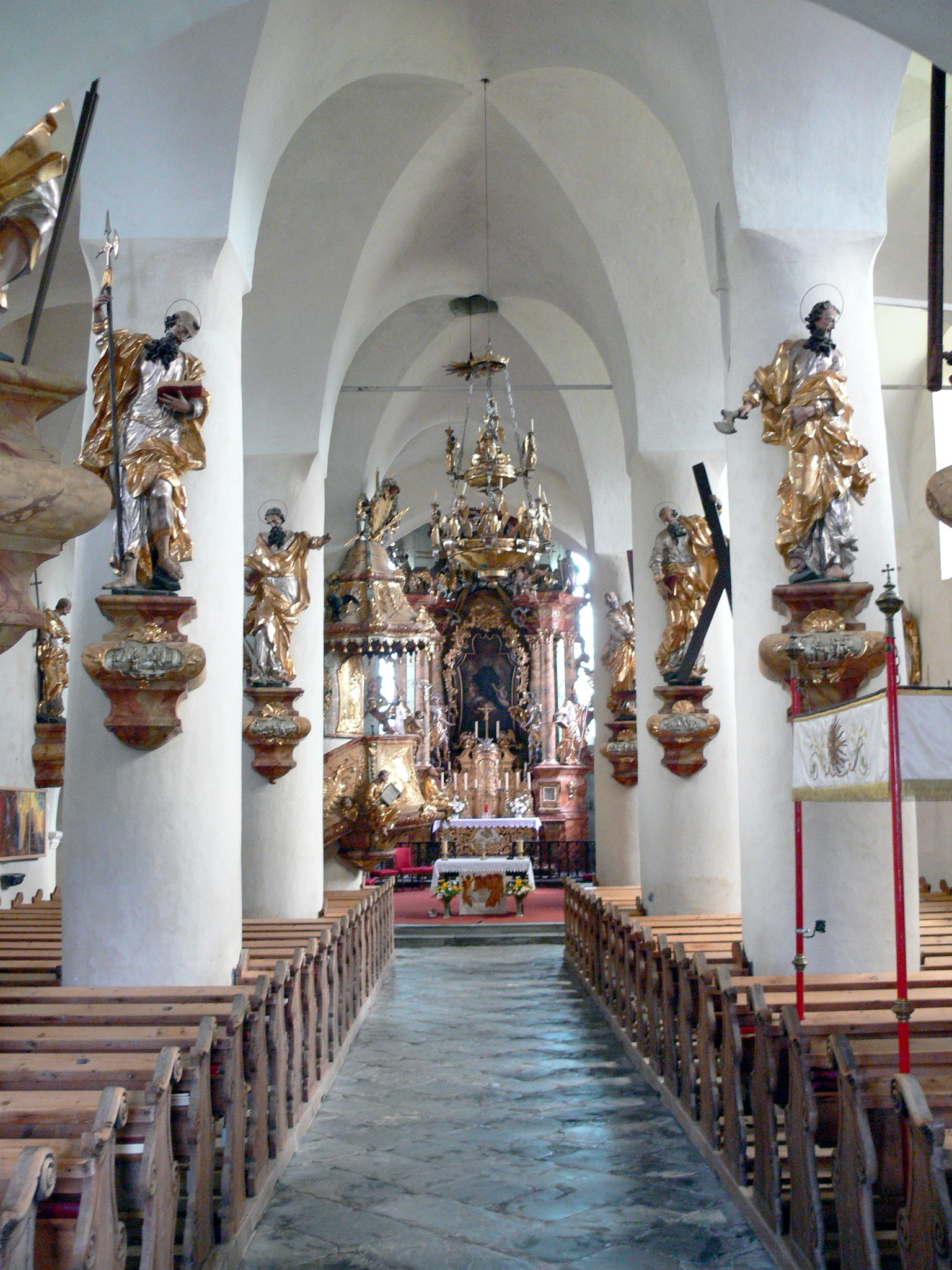
Innenansicht

Die Pfarrkirche Metnitz im Hauptort der Gemeinde Metnitz in Kärnten ist dem heiligen Leonhard geweiht. Berühmt ist die Kirche durch das Fresko des Metnitzer Totentanzes am Karner.
Die Kirche steht südöstlich des Marktplatzes von Metnitz an der Kante zu einem Steilhang. Der Kirchhof ist im Osten, Süden und Westen von einer Wehrmauer mit Schießscharten umgeben, der nördliche Teil der Mauer ist erneuert.

## Geschichte
Die Pfarre Metnitz wird erstmals 1121 genannt. Sie kommt 1131 vom Erzbistum Salzburg zum Bistum Gurk. Vom 17. Jahrhundert bis zu den Josefinischen Reformen war Metnitz Dekanatspfarre. Im Laufe der Geschichte wurden mehrere Pfarren von Metnitz abgetrennt: vor 1385 Kärntnerisch Laßnitz, 1404 Zienitzen, 1525 Grades, 1531 Ingolsthal und 1787 Oberhof.

## Baubeschreibung
Die gotische Kirche, über romanischem Mauerwerk errichtet, besteht aus einem dreischiffigen Langhaus des 15. – 16. Jahrhunderts, einem eingezogenen Chor mit Fünfachtelschluss aus dem 14. Jahrhundert, einem barock umgestalteten Nordturm, einem spätbarocken Sakristeianbau zwischen Chor und Turm, sowie einer Kapelle an der Südostecke des Langhauses aus derselben Zeit. Der Turm mit Mauerschlitzen im gotischen Erdgeschoß und spitzbogigen Schallfenstern wird von einer spätbarocken Haube mit Laterne bekrönt. Einige Chorfenster sind noch mit dem ursprünglichen Maßwerk ausgestattet, die Fenster in den Chorschrägen und im Langhaus wurden barockisiert. Der Chor wird von zweifach gestuften, das Langhaus von einfach gestuften Strebepfeilern gestützt. 
Das Christophorusfresko an der Langhaussüdwand entstand um 1500, das Kruzifix von Balthasar Prandstätter in der Mitte des 18. Jahrhunderts. Betreten wird die Kirche durch ein spätbarockes Westportal mit Vordach.
Das dreischiffige, sechsjochige Hallenlanghaus hat annähernd gleich breite und steil proportionierte Schiffe. Das gestelzte Kreuzgratgewölbe ohne Schildbögen auf Rundpfeilern entstand wahrscheinlich nach dem Brand von 1587. Der Emporeneinbau auf Rundpfeilern nimmt die beiden westlichen Joche ein, darauf die Orgel mit acht Registern, 1718 von Franz Knoller gefertigt und 1987/88 von der Grazer Orgelbaufirma Gebrüder Krenn restauriert. Ein spitzbogiger, etwas herabgezogener Triumphbogen verbindet das Langhaus mit dem höheren Chor. Hier ruht ein Kreuzrippengewölbe auf halbrunden, aus drei Diensten zusammengesetzten Wandvorlagen, die in der Höhe der Fenstersohlbank abgekragt sind. Auf den skulptierten Schlusssteinen sind ein Lamm und eine Rosette zu sehen. In den Nonnenköpfen und im Maßwerk der gotischen Fenster haben sich Reste der ursprünglichen Farbverglasung erhalten.
Die Sakristei ist stichkappengewölbt. In östlichen Joch der nördlichen Langhauswand führt ein barocker, rundbogiger Zugang in das Erdgeschoß des Turms. Hier befindet sich die ehemalige Annakapelle mit einem Kreuzgratgewölbe über vier mächtigen Spitzbogenarkaden. An der gegenüberliegenden Seite führt ein rundbogiger Durchgang in die Südkapelle.

## Wandmalereien
Die Fresken im Chorgewölbe entstanden um 1300. Dargestellt sind der Pantokrator, die Marienkrönung sowie die Evangelistensymbole und die vier Elemente. An der Chornordwand sind die Beweinung Christi, Propheten und Heilige, sowie ein Löwe in einem Medaillon wiedergegeben. An der Chorsüdwand sind einzelne Heilige, ein Reiter auf einem Hirsch und Samson, im Chorschluss eine Madonna mit Kind, die Kreuzaufrichtung, die Kreuzigung und die Kreuzabnahme abgebildet. Alle Fresken stammen vom Anfang des 14. Jahrhunderts.
An der Chornordwand befindet sich eine Stiftungsinschrift des Gurker Bischofs Lorenz von Brunne mit der Jahreszahl 1337, dem vermutlichen Datum der Fresken eines heiligen Diakons und der Leonhardsmesse. Aus der Zeit um 1400 stammen die Engel und die heilige Helena an der nördlichen Chorschlusswand sowie die heilige Katharina an der Chorsüdwand.
Die Fresken in der Taufkapelle (frühere Annakapelle) entstanden um 1410/1420. Im Gewölbe sind Kirchenväter und Evangelistensymbole in Medaillons, an den Wänden und in den Bogenlaibungen Anna selbdritt, der Gnadenstuhl, die Nothelfer, die Apostel und andere Heilige dargestellt.
Die Fresken wurden von 1950 bis 1955 freigelegt.

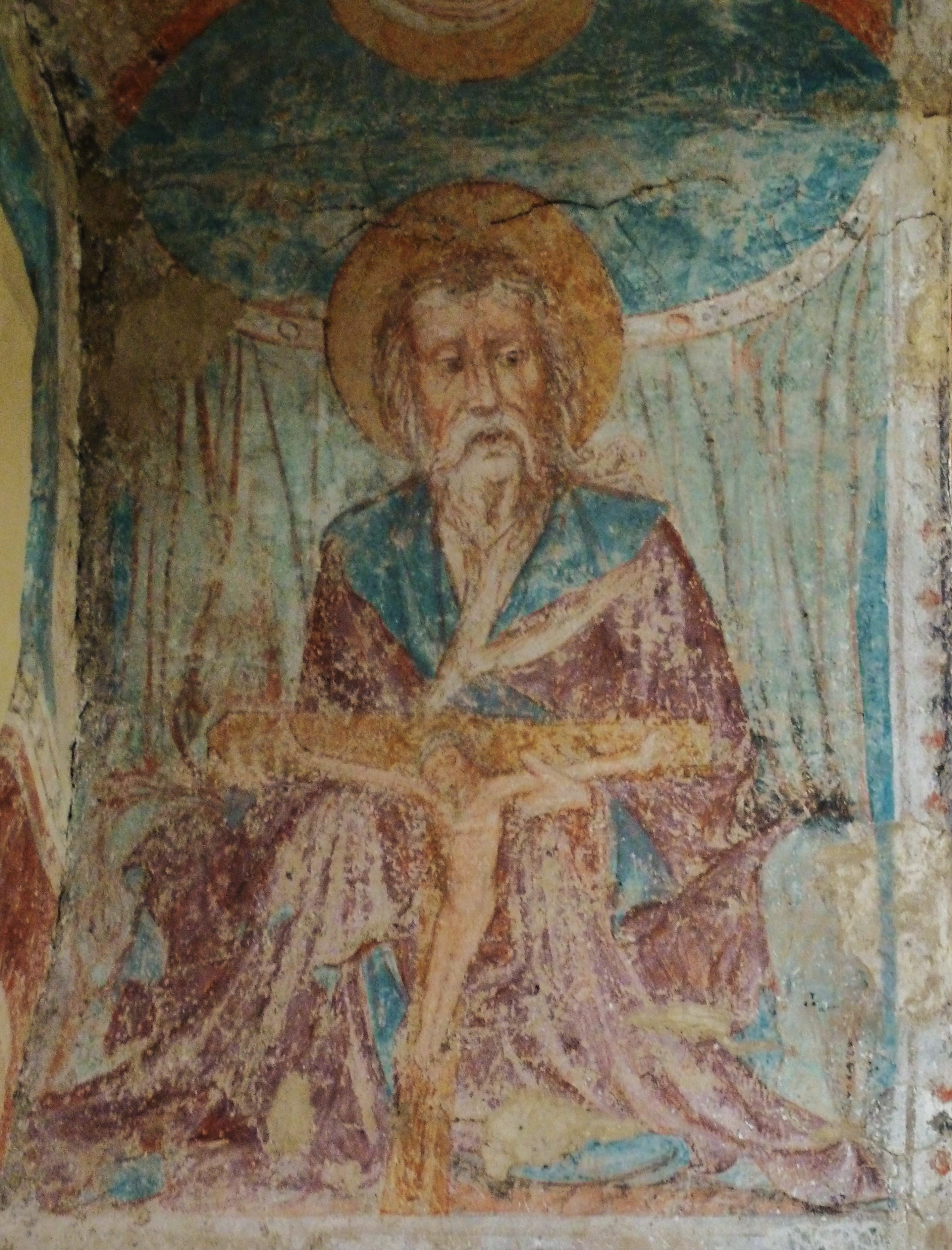
Der Gnadenstuhl, gotisches Fresko in der Taufkapelle
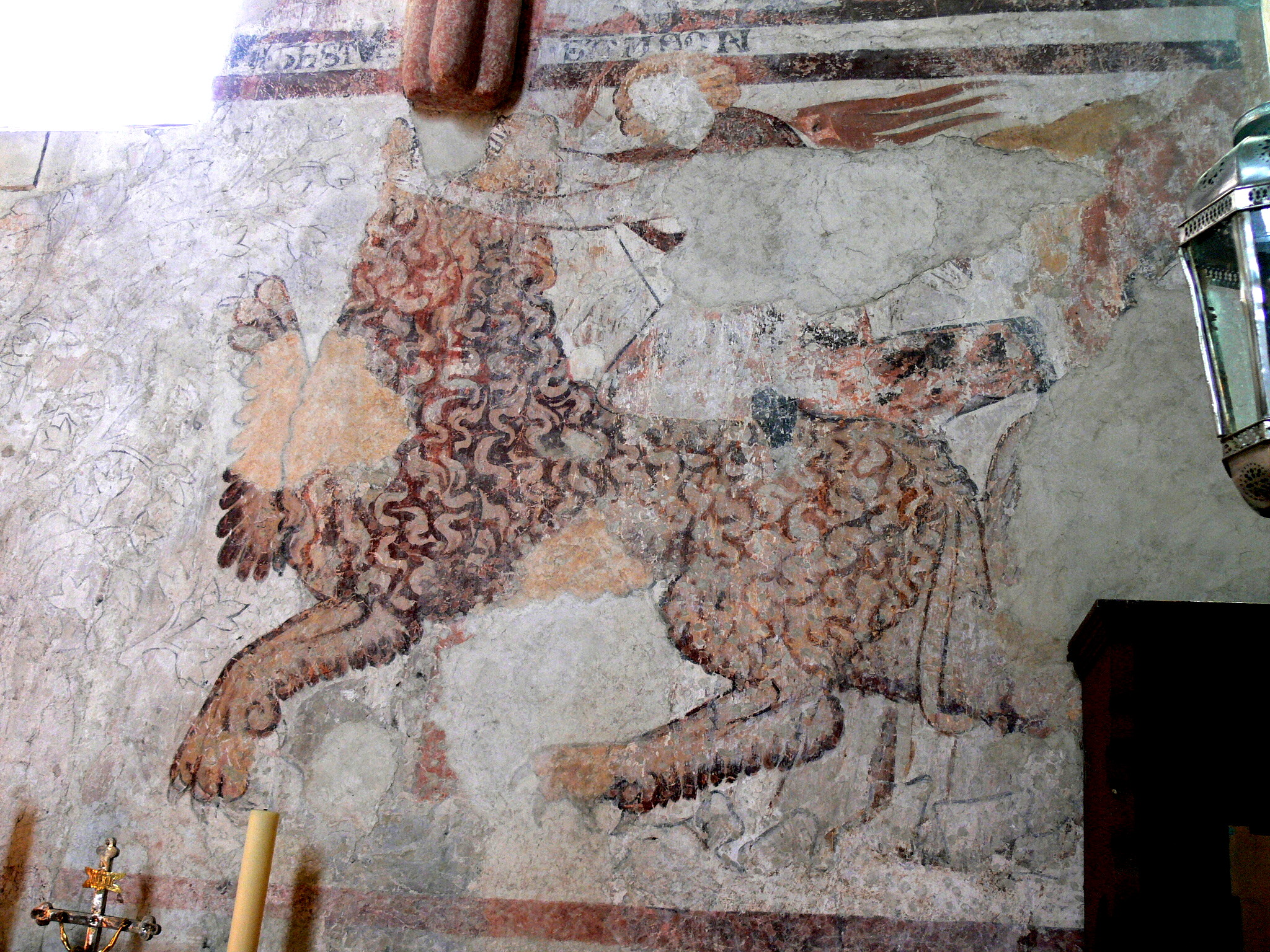
Samson
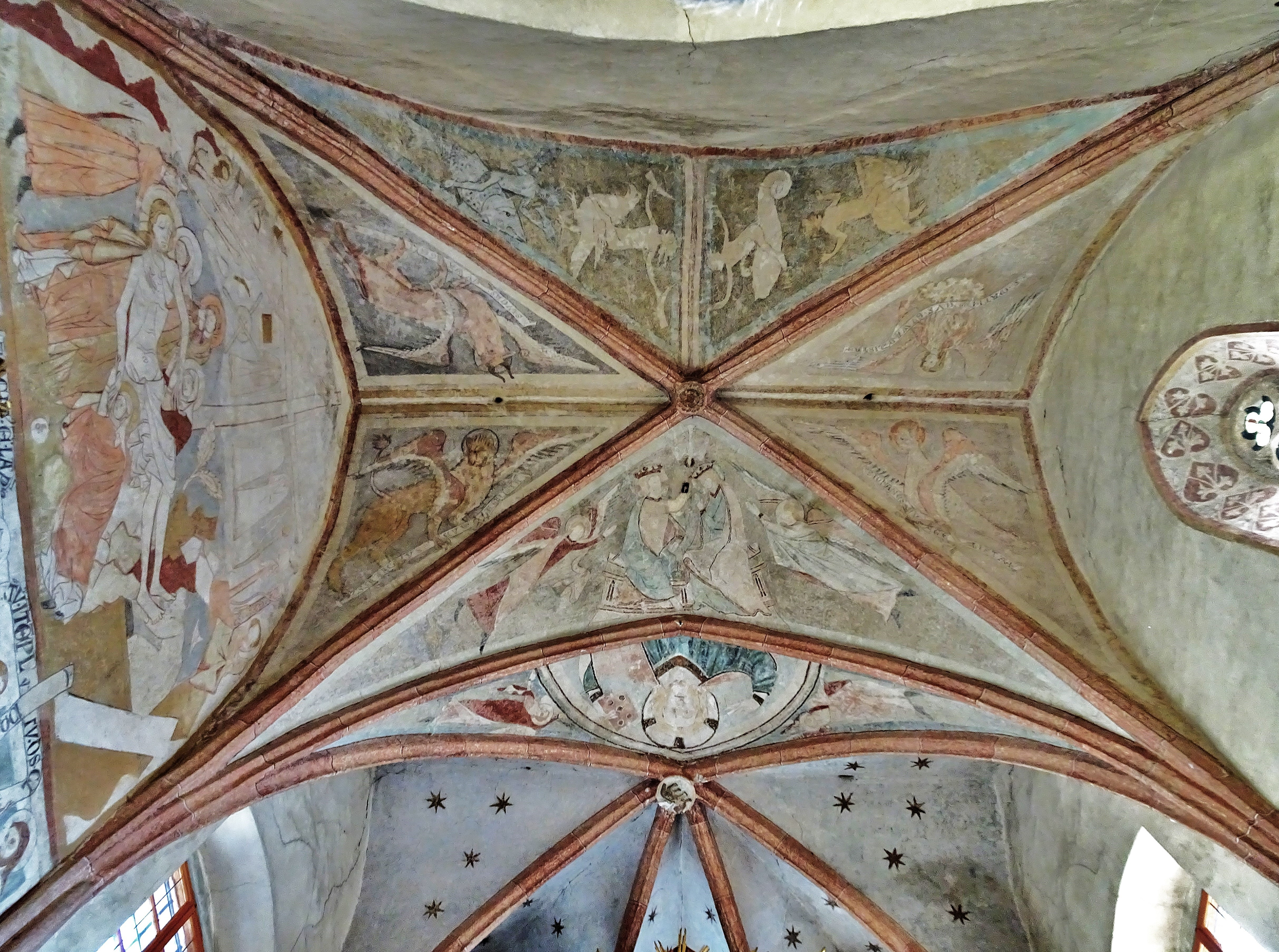
Das Kreuzrippengewölbe mit Fresken im Chor
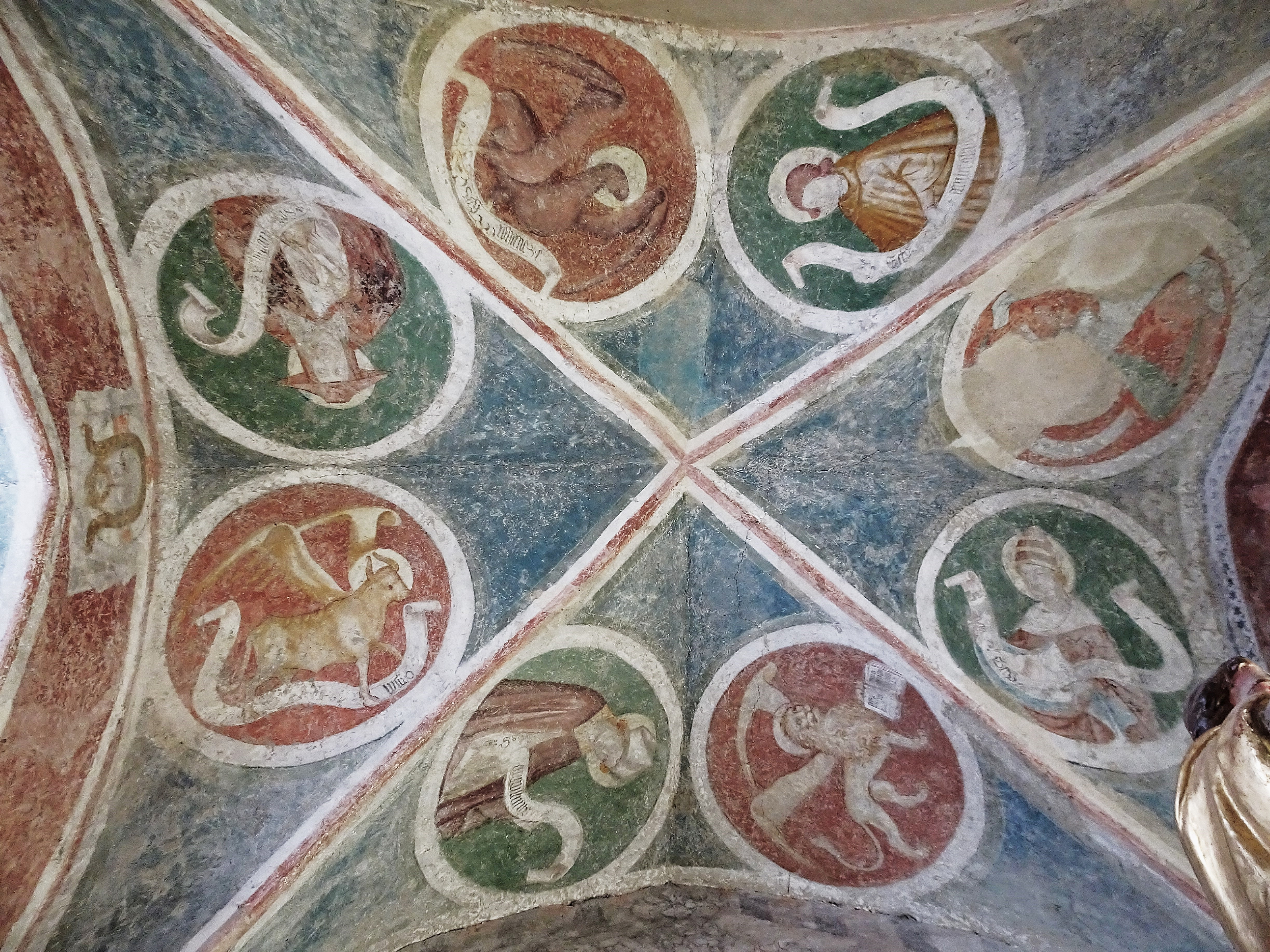
Das Kreuzrippengewölbe mit Fresken in der Taufkapelle

## Ausstattung
Der Hochaltar entstand Mitte des 18. Jahrhunderts in der Werkstatt des Balthasar Prandtstätter. Der Altar mit eingeschoßiger Säulenarchitektur und seitlichen Opfergangsportalen zeigt im von Josef Ferdinand Fromiller gemalten Altarblatt den heiligen Leonhard. Die Statuen am Altar stellen die Pfarr- und Kirchenpatrone des damaligen Dekanats Metnitz dar: die Heiligen Nikolaus, Georg, Martin, Wolfgang, Andreas, Jakobus, Oswald und Heinrich. Den Altaraufsatz bildet die Skulpturengruppe der Heiligen Dreifaltigkeit. Das geschnitzte Antependium ist mit einem Leonhardsrelief geschmückt.
Der linke um 1760 gefertigte Seitenaltar wird Johann Nischlwitzer zugeschrieben. Das Altarblatt zeigt die Verkündigung, flankiert von den Statuen der Heiligen Josef und Joachim. Im Aufsatzbild ist der Tod des Franz Xavers zu sehen. Das vor der Predella aufgestellte Marienbild ist eine Kopie der Madonna vom Guten Rat zu Genazzano. Das Antependium ziert ein Relief der Maria Immaculata.
Am mit 1765 bezeichneten Mittelbild des rechten Seitenaltars ist unter dem heiligen Florian der Brand der Metnitzer Kirche zu sehen, die noch den gotischen Turmhelm trägt. Daneben stehen die Statuen der Heiligen Sebastian und Vitus. Das Oberbild zeigt Antonius von Padua. Das Antependium enthält ein Relief des heiligen Florians.
Johann Pacher schuf 1775 den Armeseelenaltar in der südlichen Seitenkapelle. Mittelpunkt des Altars ist die Figur der Ecclesia als Mittlerin zwischen Schuld und Sühne, versinnbildlicht durch den Baum der Erkenntnis mit Schlange und dem Kruzifix, sowie den sündigen Menschen und den erbarmenden Gott, dargestellt durch die Armen Seelen im Fegefeuer sowie der Heilig-Geist-Taube und Gottvater. Neben dem Altar stehen zwei spätbarocke Kandelaberleuchten, die von Engelsgestalten bekrönt werden.
Der ehemalige Annenaltar wurde 1970 nach St. Ulrich, Pirk bei Krumpendorf, überstellt.
Die Rokokokanzel von 1748/50 ist wahrscheinlich ein Werk von Johann Nischlwitzer. Von den vier Evangelistenfiguren sitzen Matthäus und Markus auf Wulsten des Kanzelkorbes und Johannes und Lukas auf dem Schalldeckel. Das Flachrelief an der Brüstung des Kanzelkorbes zeigt den reichen Fischfang (Johannes 21, 6), das Relief an der Kanzelrückwand den Guten Hirten. Den Abschluss des Schalldeckels bilden die Gesetzestafeln.
An der nördlichen Chorwand hängt ein um 1530 entstandenes Kruzifix mit Leidenswerkzeugen, genannt Arma Christi. Weiters stehen im Chor die barocken Konsolstatuen der heiligen Phillipus, Johannes Nepomuk und Franz von Assisi.
Balthasar Prandstätter schuf 1746 die dreizehn Konsolfiguren der Apostel im Langhaus. Auf den Konsolen ist auf Reliefs das Martyrium des jeweiligen Apostel abgebildet.
Der geschnitzte Engelluster wurde 1858 gestiftet.
Eine frühgotische Leonhardstatue aus dem 14. Jahrhundert wird nur am Leonharditag in der Kirche aufgestellt. 
Das Ölbild von 1762 mit prachtvollem Rahmen an der südlichen Langhauswand stellt den heiligen Franz Xaver dar.
Von einem um 1760 gefertigten dreiteiligen Fastentuch sind nur mehr die beiden Nebenszenen mit der Geißelung und der Dornenkrönung erhalten. Damit werden in der Fastenzeit die Nebenaltäre verhüllt. Das für den Hochaltar verwendete Fastentuch schuf in den 1930er Jahren der Dornbirner Maler Julius Wehinger.
Das moderne Totentanzfries an der Langhausnordwand malte 2004 Peter Brandstätter.

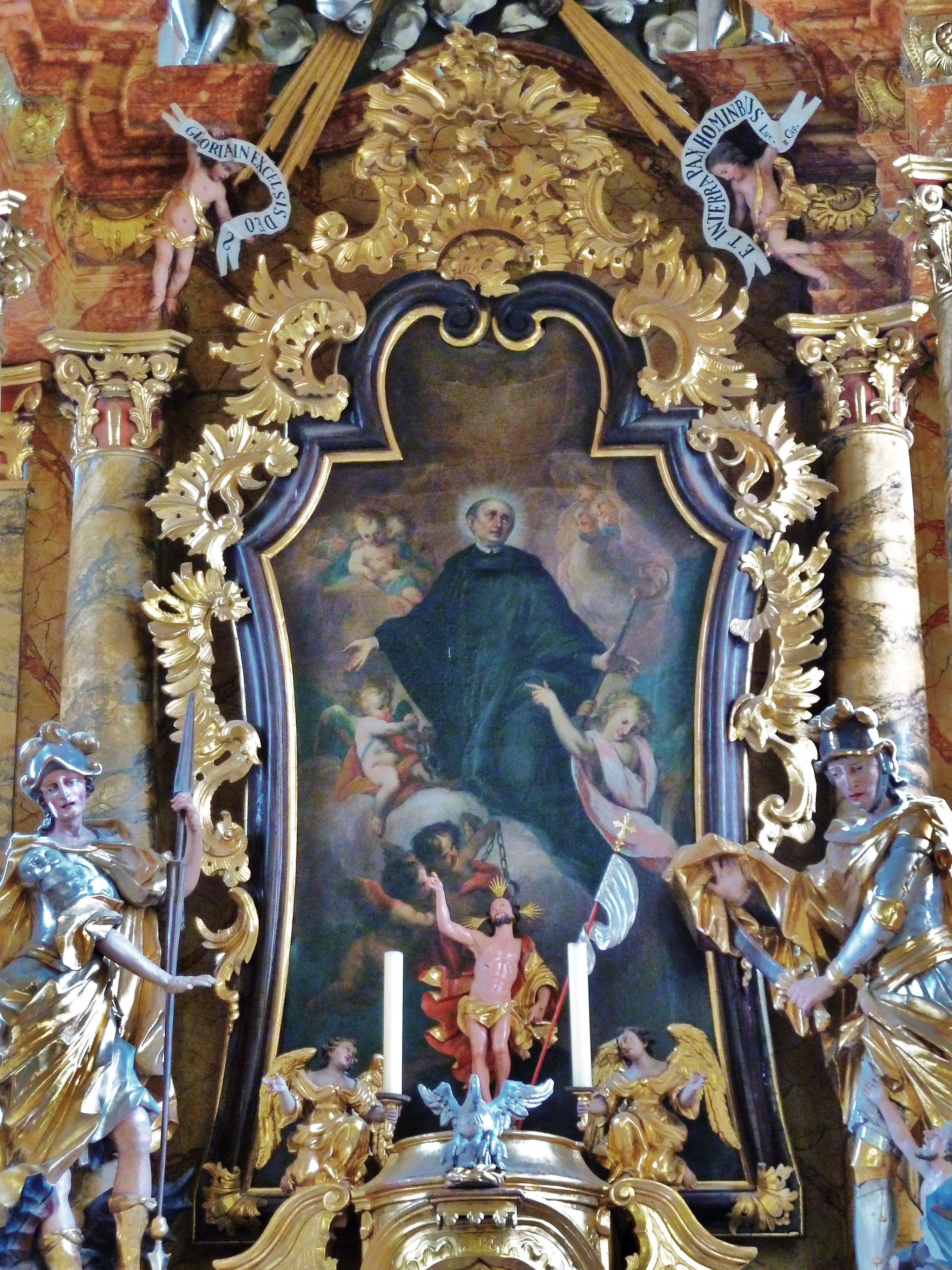
Hochaltar. Gemälde des hl. Leonhard von Fromiller
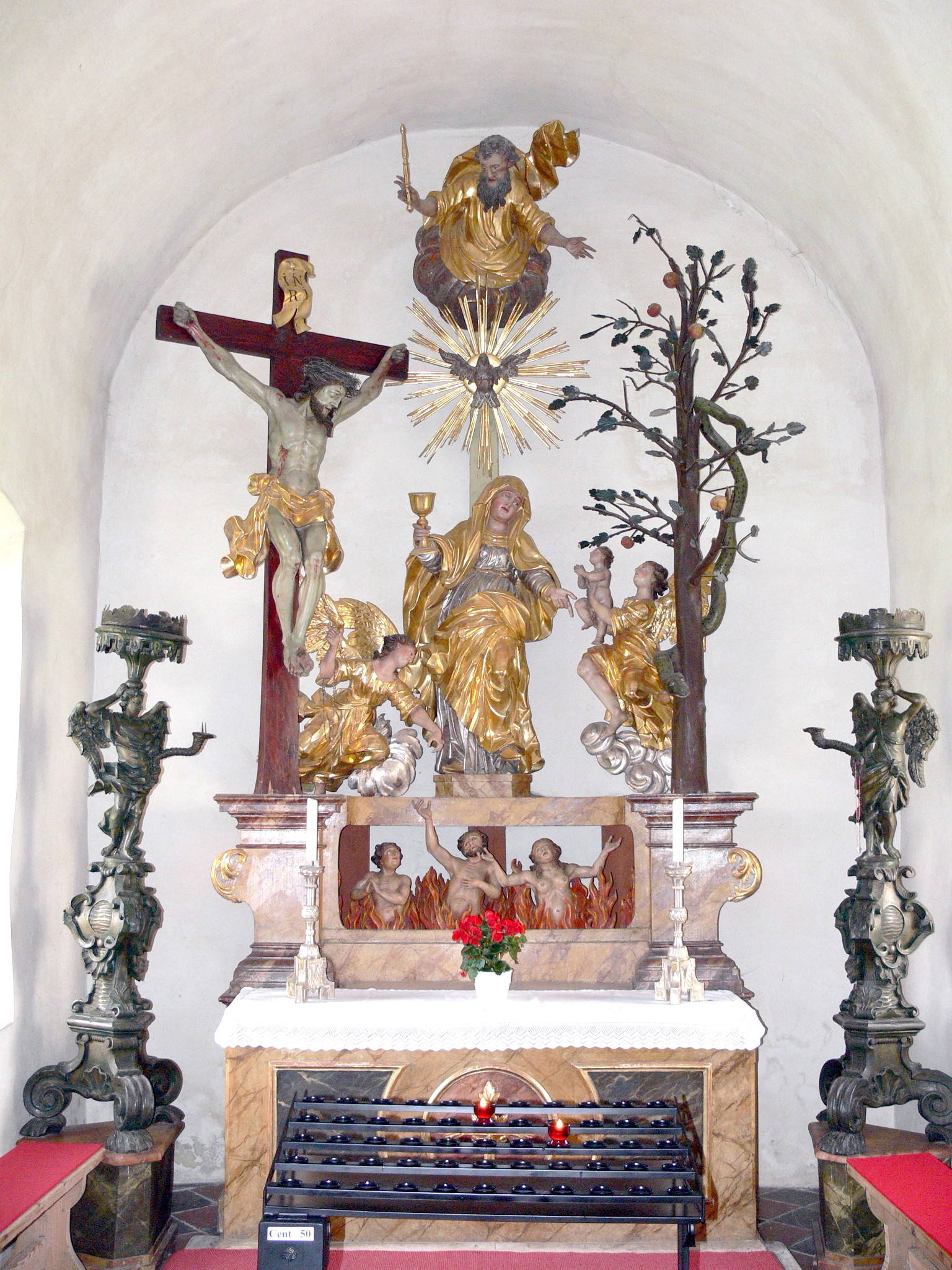
Armeseelenaltar
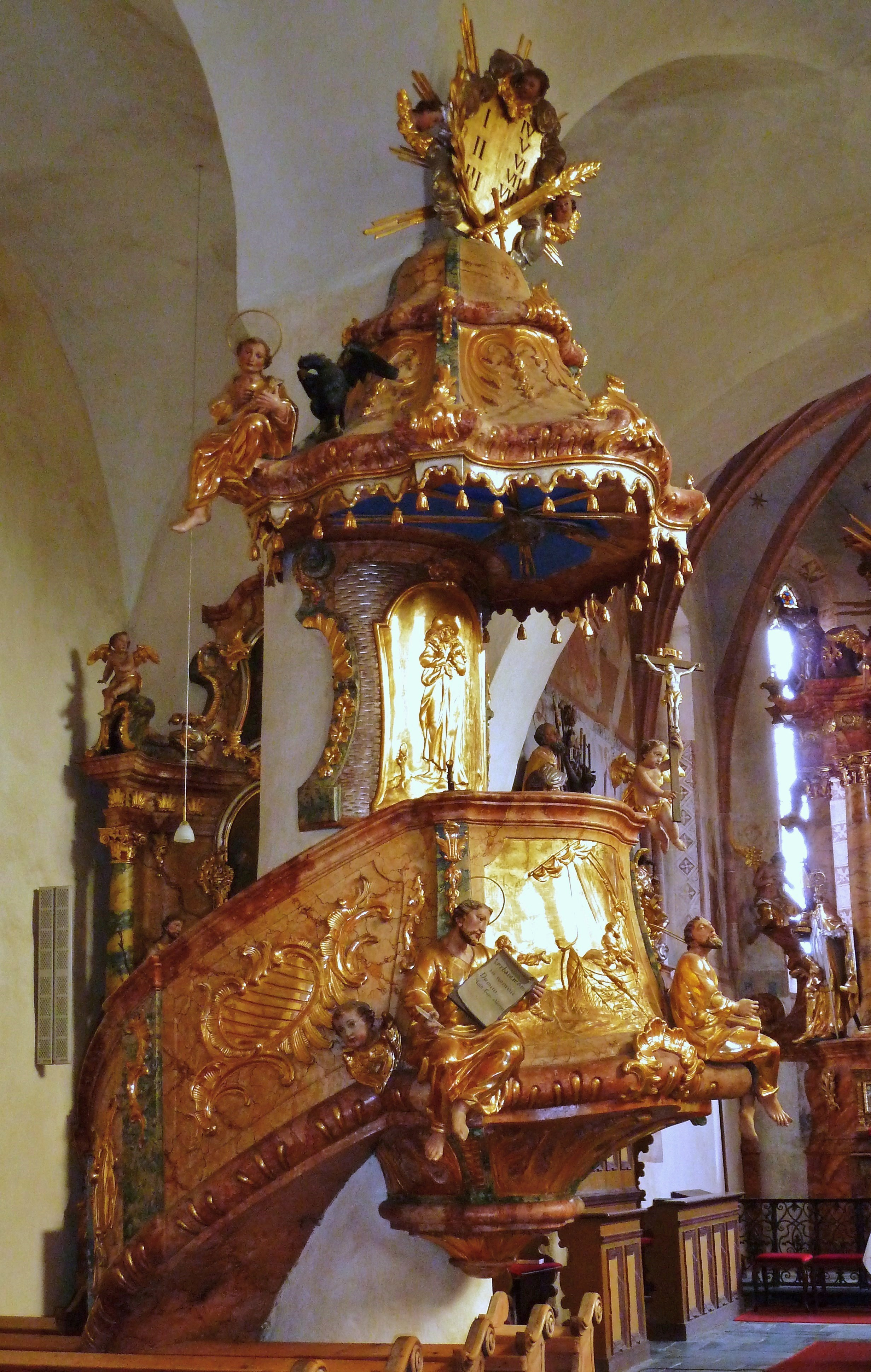
Kanzel
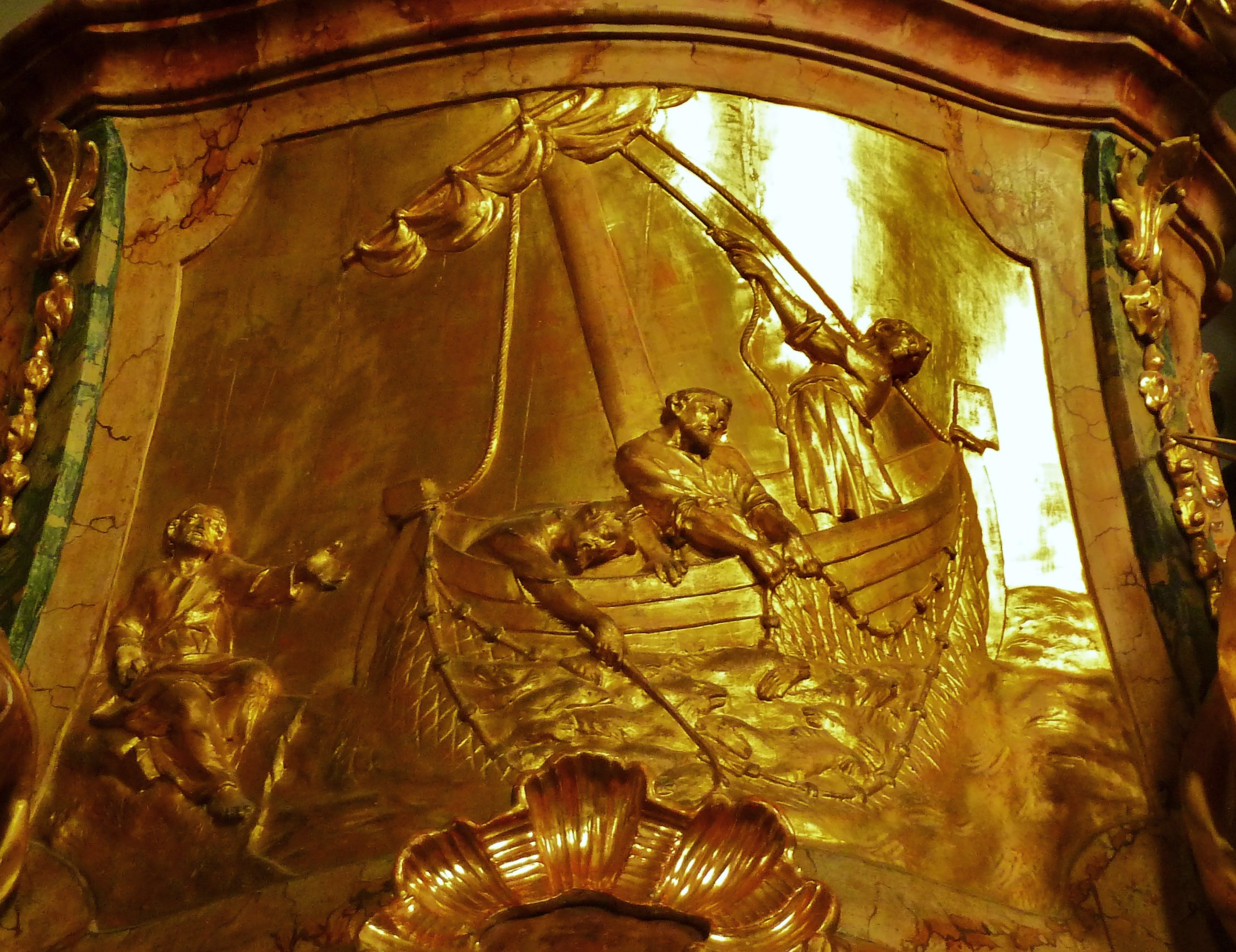
Der reiche Fischfang als Flachrelief am Kanzelkorb
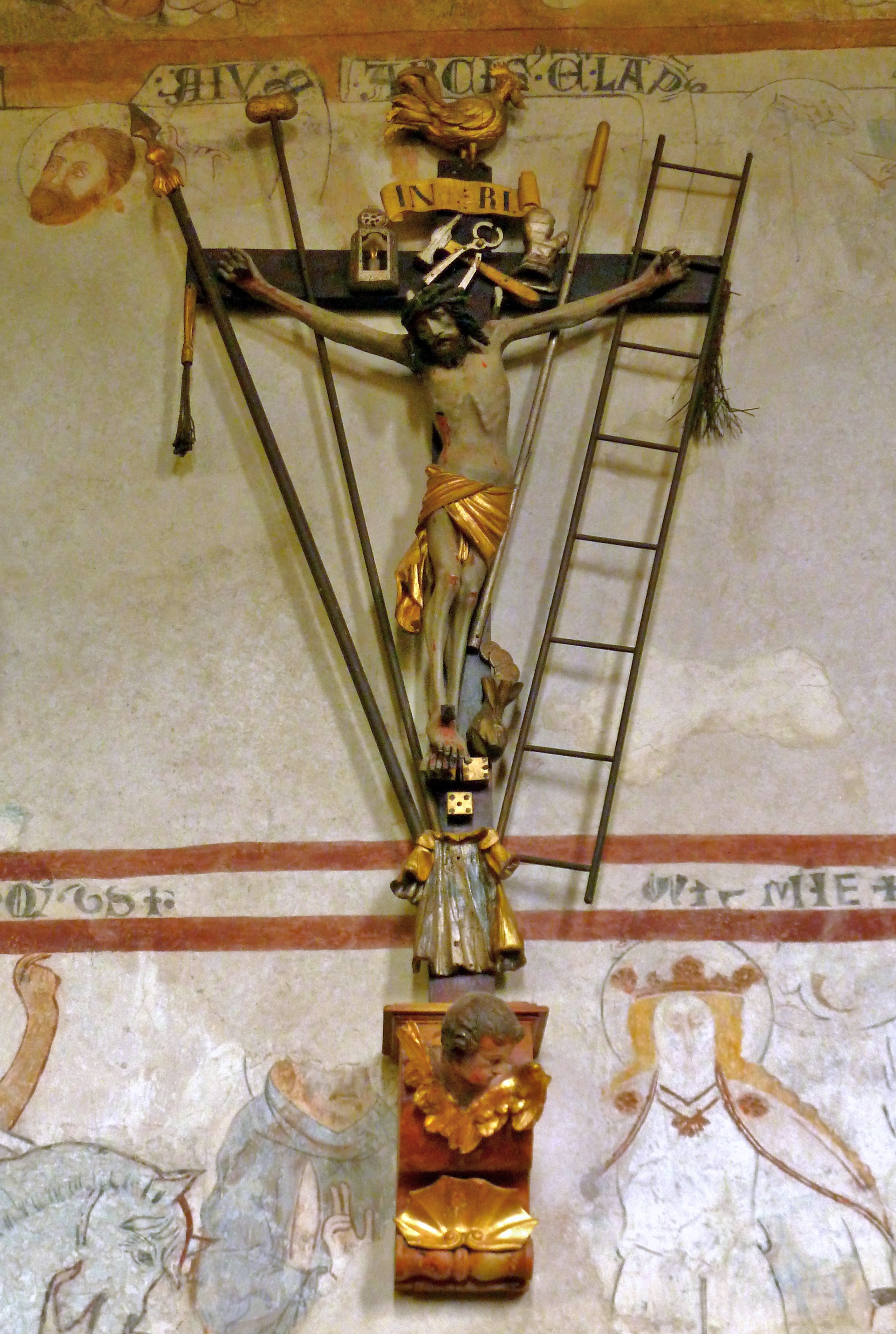
Kruzifix mit Leidenswerkzeugen (Arma Christi)
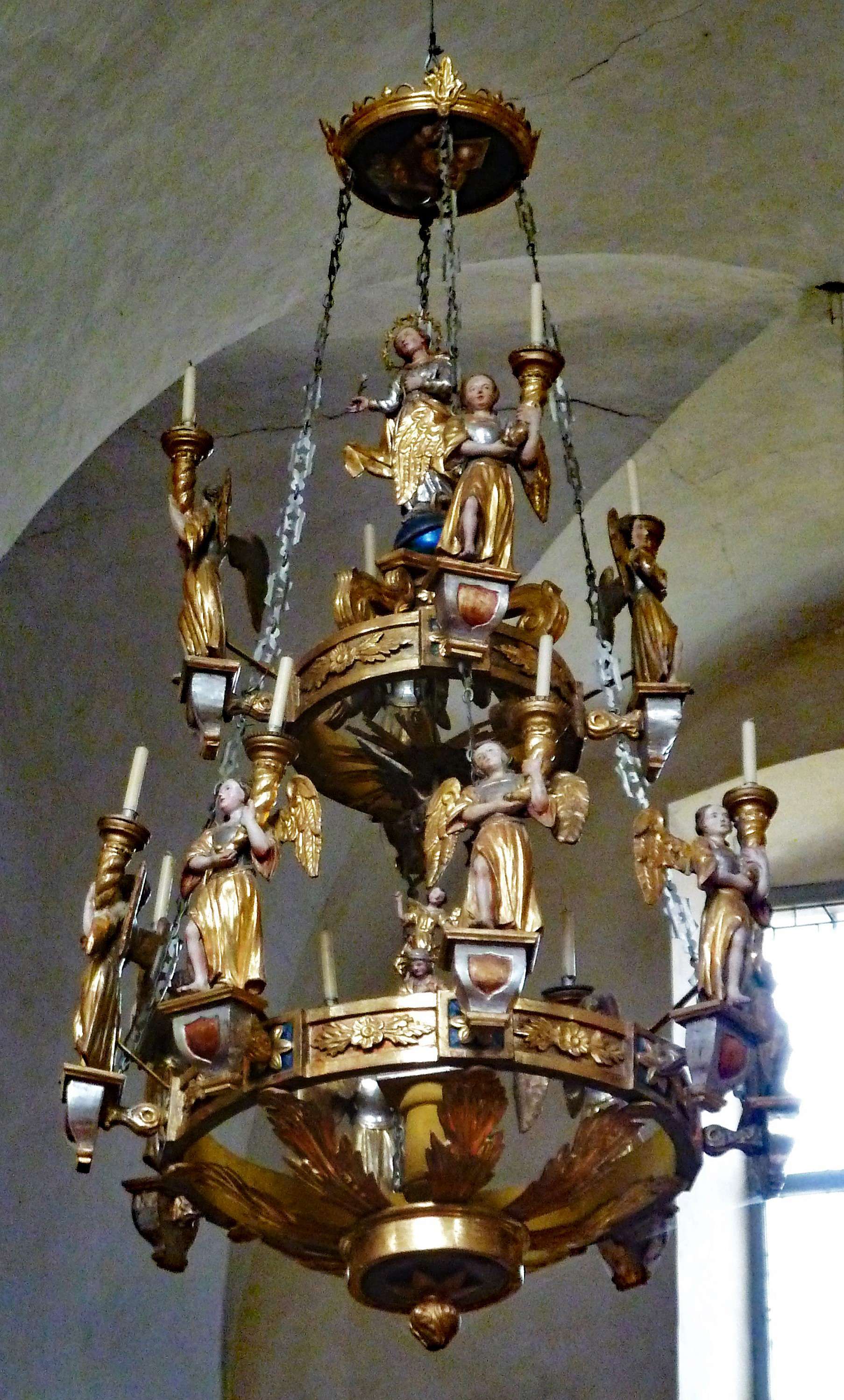
Engel-Luster

## Karner

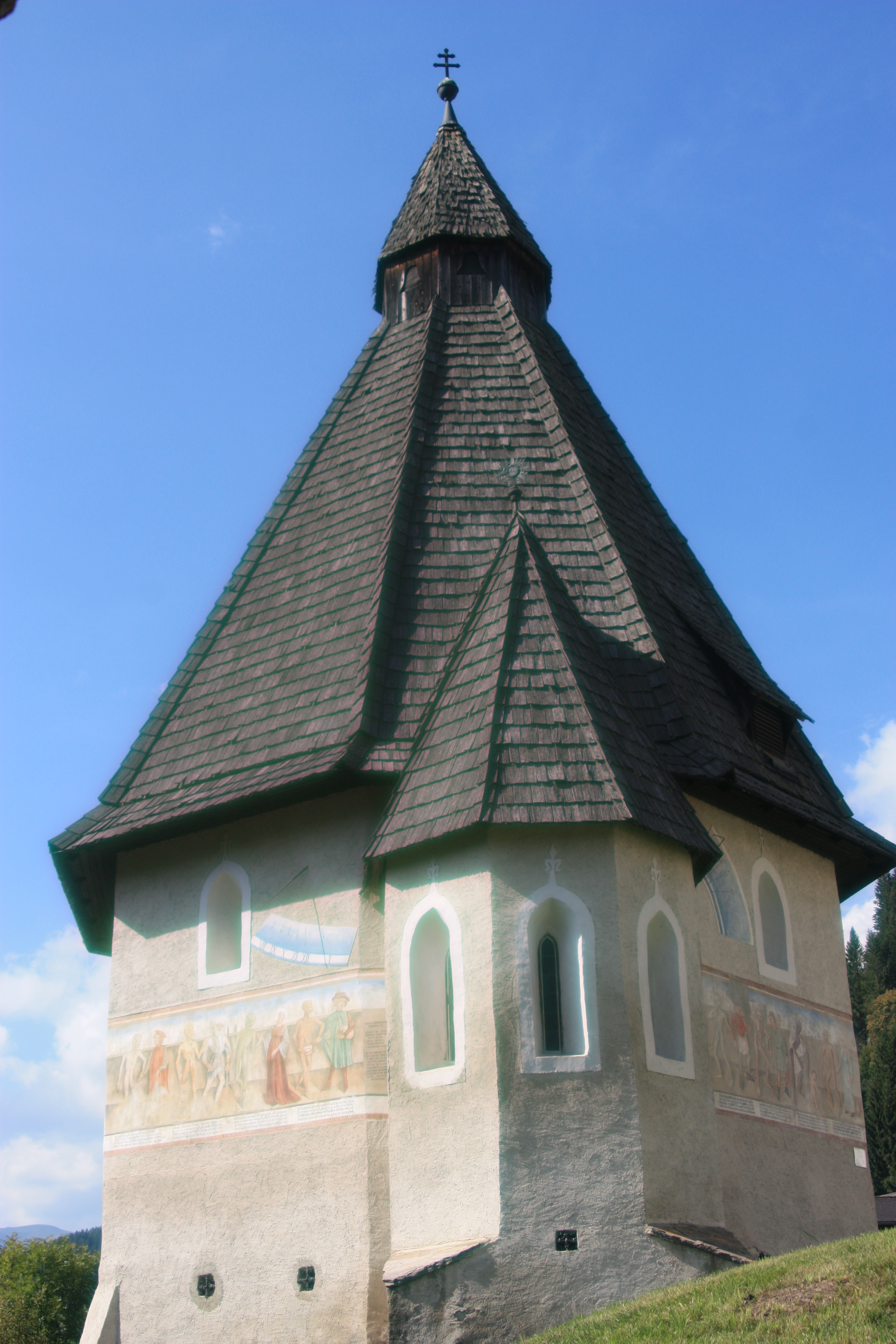
Karner

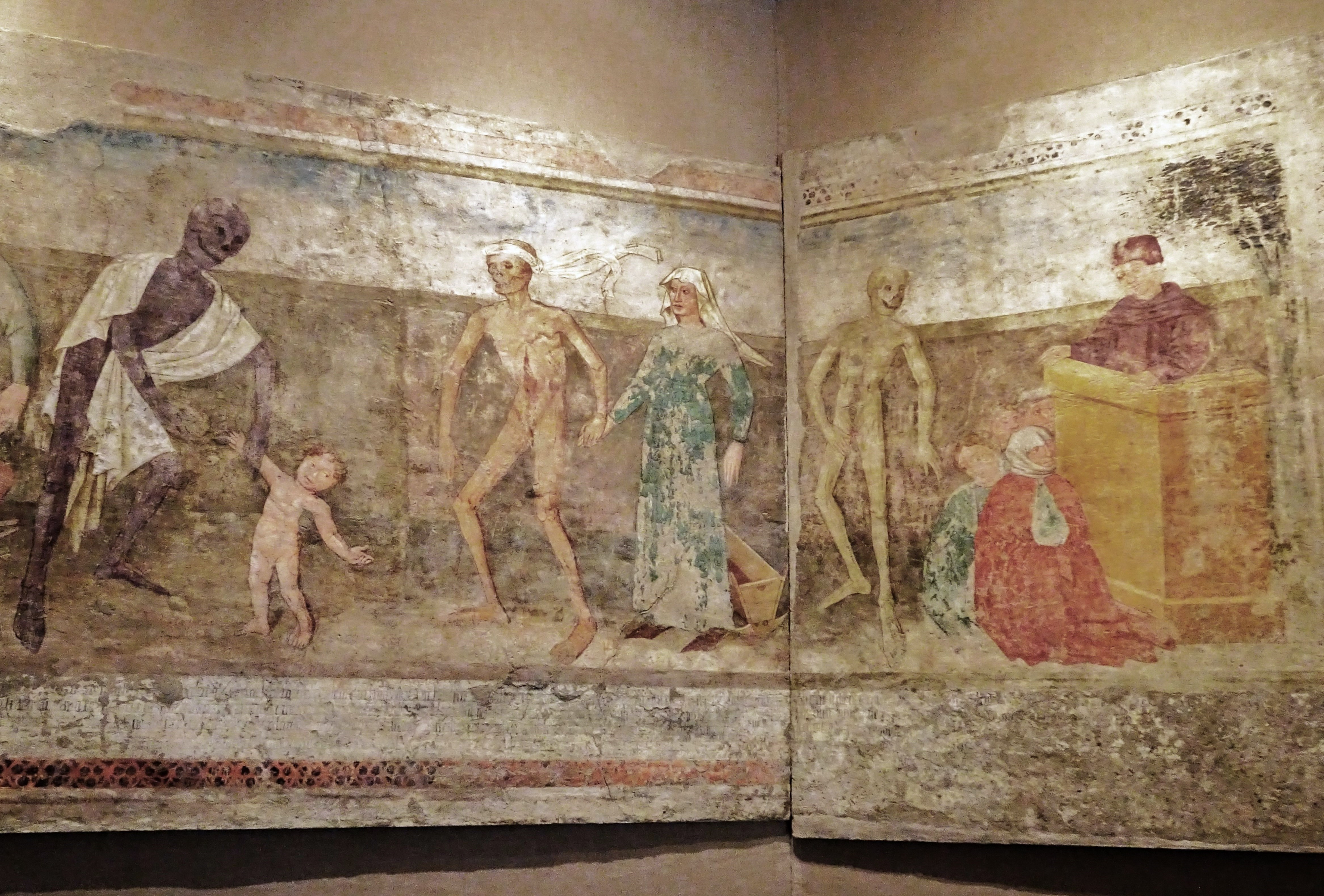
Teilansicht des abgenommenen Totentanzfreskos

Der Karner südlich der Kirche ist ein oktogonaler gotischer Bau des 14. Jahrhunderts mit einem Fünfachtelapsis und einem mit Laterne bekrönten steilen Pyramidendach. Das Innenraum mit Schirmgewölbe dient als Aufbahrungshalle. Das Pietarelief schuf 1957 Erich Unterweger.
Die Darstellungen des Metnitzer Totentanzes entsprechen dem oberdeutschen Totentanz, wie er im sogenannten Heidelberger Blockbuch von 1465 zu sehen ist. Die originalen Totentanzfresken entstanden um 1500. Sie wurden 1968/1970 abgenommen, restauriert und in das Totentanzmuseum übertragen. Der heute am Karner befindliche Totentanz wurde von den Restauratoren Walter Campidell und Dietrich Wiedergut 1989 teils als Kopie, teils als Rekonstruktion nach Aquarellen von 1885 und einer Abzeichnung aus dem Jahre 1889 sowie Heidelberger Blockbuch geschaffen.